# ケーブルネットワークかみなか
ケーブルネットワークかみなかは、かつて福井県三方上中郡若狭町が運営していた公営のケーブルテレビ・有線放送電話事業の名称である。略称はCNK（Cable Network Kaminaka）。

## 沿革
- 1996年（平成8年）8月1日：旧遠敷郡上中町の区域において開局、ケーブルテレビのサービスを開始[1]。
- 2005年（平成17年）3月31日：上中町が三方郡三方町と合併、三方上中郡若狭町新設とともに現名称へ変更。
- 2007年度（平成19年度）：FTTHへ設備更新。
- 2008年（平成20年）4月1日：美方ケーブルネットワークからのデジタルテレビ配信・インターネット接続提供を開始[1]。
- 2022年（令和4年）7月31日：端末機製造メーカーの事業撤退、センター機器の老朽化を理由に、有線電話サービスを終了[3]。
- 2023年（令和5年）4月1日：若狭町による運営を終了し、美方ケーブルネットワークによる管理運営に移行[3]。

## かつてのサービスエリア
- 福井県三方上中郡若狭町（上中地区のみ）[2][4][5]

同町三方地区は美方ケーブルネットワーク（MMネット）のサービスエリアとなっていた。
- 滋賀県高島市（今津町杉山地区のみ）[2][4][6]

当該地域はケーブルネットワークかみなかのサービスエリアとなっている。なお、高島市（旧高島郡朽木村を除く）はオプテージのeo光テレビ、旧朽木村の区域はZTVのサービスエリアとなっている。

## ケーブルテレビ
- 伝送路は開局当初300MHz同軸設備であったが、2007年にFTTH（光放送）設備へ更新している。
- ケーブルテレビのアナログ再送信業務は当初自主運営であったが、ケーブルテレビ若狭小浜（チャンネルO）に委託した。
- また、2008年（平成20年）4月からは美方ケーブルネットワークへ委託している。

## 有線放送電話・音声告知放送
加入者専用の4桁番号を持つ設備は2007年9月サービス終了。引込線の光化により、順次NTT西日本割当の電話番号を利用するIP電話設備となり、エリア内の無料通話を提供。また2008年4月には、美方ケーブルネットワークを経由し、町内三方地区の有線放送電話との無料相互通話も可能となった。

## インターネット接続
美方ケーブルネットワークを窓口として、同社のCATVインターネット接続サービス（最高20Mbps）、NTT西日本のフレッツ（Bフレッツ・マンションタイプ相当、最高100Mbps）への接続サービスを提供。後者はさらにプロバイダとの契約が必要。